# TOI-3757
TOI-3757 — одиночная звезда в созвездии Возничего на расстоянии около 579 световых лет (около 177 парсек) от Солнца. Видимая звёздная величина звезды — +14,851m. Возраст звезды определён как около 7,1 млрд лет.
Вокруг звезды обращается, как минимум, одна планета.

## Характеристики
TOI-3757 — красный карлик спектрального класса M0V. Масса — около 0,64 солнечной, радиус — около 0,62 солнечного, светимость — около 0,087 солнечной. Эффективная температура — около 4179 К.

## Планетная система
В 2022 году группой астрономов, работающих в рамках программы TESS, было объявлено об открытии планеты TOI-3757 b.